# Paratropes phalerata
Paratropes phalerata är en kackerlacksart som först beskrevs av Wilhelm Ferdinand Erichson 1848.  Paratropes phalerata ingår i släktet Paratropes och familjen småkackerlackor. Inga underarter finns listade i Catalogue of Life.